# Бабаёвский поселковый совет
Бабаёвский поселко́вый сове́т — входил до 2020 года в состав Харьковского района Харьковской области Украины.
Административный центр поселкового совета находился в
пгт Бабаи́.

## История
- 1920 — дата образования сельского Совета депутатов трудящихся в составе ... волости Харьковского уезда Харьковской губернии Украинской Советской Социалистической Республики.
- С 1923 года — в составе Харьковского района Харьковского округа, с 1932 — Харьковской области УССР.
- После 1938 - совет стал из сельского поселковым после получения Бабая́ми статуса пгт.
- Согласно постановлению от 06.09.2012 года № 5215-VI, 21 гектар земли Бабаёвского поселкового совета был присоединён к городу Харькову.[2]

## Населённые пункты совета
- пгт Бабаи
- посёлок Затишное